# نزع بروتون
نزع البروتون هو مصطلح كيميائي، ويعني نزع بروتون (أيون هيدروجين +H) من جزيء، وتكوين القاعدة المترافقة. والقدرة النسبية لجزيء لأن يتخلى عن بروتون تقاس بقيمة ثابت الانحلال ثابت تفكك الحمض. وتعنى pKa منخفضة أن المركب حمضي وسوف يتخلى عن البروتون بسهولة للقاعدة. ويمكن تعيين ثابت انحلال pKa لمركب بعدة طرق، ولكن أكثرها فاعلية هو قدرة القاعدة المترافقة على تثبيت شحنة سالبة خلال الرنين. ومثلا، في الكيمياء العضوية يحدث أن حمض كربوكسيلي   R-COOH  يتحول بسهولة إلى كحول    R-OH عن طريق نزع أيون هيدروجين.
يجري نزع بروتون من حمض الخليك كالآتي (من اليسار إلى اليمين) حيث يتكون جزيئ هيدرونيوم H3O+.
استخدام قاعدة لنزع أيون الهيدروجين يعتمد على ثابت انحلال pKa المركب. 
في حالة مركب ضعيف الحموضة فهو لا يعطي أيون هيدروجين بسهولة، عندئذ نحتاج لإضافة هيدروكسيد.
تعتبر الهيدريدات من الجزيئات التي تنزع البروتونات بقوة. ومن ضمن الهيدريدات الشائعة الاستخدام هيدريد الصوديوم وهيدريد البوتاسيوم.
ويكوّن الهيدريد غاز الهيدروجين وذلك بانتزاع بروتون من جزيئ آخر. ولكن إنتاج الهيدروجين يشكل خطرا بسبب كونه سريع الاشتعال في الهواء، ويجب عند استخدام مواد تنزع البرتون أن يتم ذلك في وجود غاز خامل أو غاز واقي، مثل النيتروجين.